# Welgeborenen
De groep Welgeborenen (Duits: Wehrbauer) is een pre-feodale sociale laag van welgestelde boeren of afgezakte adel die het zich konden permitteren een paard en wapenuitrusting te kopen. Zij werden door hun omgeving tot de ridderschap gerekend en droegen militaire steun bij aan de hogere heren.

## Herkomst
De welgeborenen zijn vooral geconcentreerd rond die plaatsen die reeds voor het jaar 1000 bestonden en stammen uit de Frankische tijd. Het grootste deel van het tegenwoordige Duitsland en het oosten van Nederland en België wordt tot dit gebied gerekend. Welgeborenen waren de bewapende welgestelde inwoners van de Frankische koninklijke domeinen voordat de autonome territoriale graafschappen ontstonden, zoals bijvoorbeeld Holland en Gelre. Ze waren er al vele eeuwen voor het ontstaan van de ridderstand. Waarschijnlijk waren het vazallen op de domeinen.

## Leenman
Veelal bezaten deze geslachten een kleine leen, ontvangen van een heer, waarna ze zitting kregen in de vierschaar. Men betaalde eenmalig een heergewade en kon hier een leven lang zonder huur te betalen gebruik van maken. Daarnaast was men schotvrij. Later kon men soms alleen aan hun functies zien dat men met dergelijke geslachten te maken had.
Wie van de welgeborenen vanaf het ontstaan van de feodale verhoudingen (8e eeuw) tot de ridderschap wilde worden gerekend en die goed had geboerd, kocht een paard en wapenuitrusting en werd als ridder gezien. Degene die door de omgeving tot de ridderschap werd gerekend was overigens niet automatisch van adel.
De term welgeborenen heeft naast wehrbauer (in Duitsland Hausmann) betrekking op ridderboortigen (familie van ridders), maar exclusief ridders of knapen. Ze zijn in enge zin edel, maar leiden geen adellijk leven. Vanaf de 17e eeuw gaan de welgeborenen in de Republiek op in de zich dan vormende gegoede burgerij. Formeel is de stand van welgeborenen nimmer opgeheven, in Nedersaksen en Oost-Friesland is zij nog steeds herkenbaar.

## Bekleden van functies
Bepalend of iemand tot de groep der welgeborenen behoort, zijn bepaalde functies binnen dorpsbesturen. In Nedersaksen en Oost-Friesland hebben deze functies het langst bestaan (soms tot in de 20e eeuw).
De functies: 
- schout
- schepen
- schotvanger
- aalmoesmeester
- morgengeldgaarder
- heemraadschapman
- waterschapsman
- weesmeester
- armenvoogd
- ijkmeester
- gildemeester
- kerkmeester. Die was vaak tot in de 19e eeuw als zodanig herkenbaar. Veelal was tot die periode één op de drie personen binnen het kerkbestuur welgeboren.